# World Delete
World Delete es una empresa tecnológica especializada en la gestión de la reputación online. La empresa ofrece servicios de eliminación de contenidos para particulares, empresas y entidades públicas, ayudando a eliminar contenidos digitales perjudiciales como las publicaciones en redes sociales, los artículos en línea, las fotografías, los vídeos y las reseñas negativas.

## Historia
La empresa fue fundada en marzo de 2018 en Miami, Florida, Estados Unidos. En septiembre de 2020, fue adquirida por el grupo Maidan Holding LLC por un monto de 500.000 dólares estadounidenses.

## Servicios
World Delete proporciona servicios de gestión de reputación digital a individuos, empresas y organizaciones públicas. Entre sus principales actividades se incluyen:
- Eliminación de contenido en motores de búsqueda como Google.
- Supresión de publicaciones en redes sociales, blogs y foros.
- Eliminación de contenido multimedia como fotografías y vídeos.
- Retiro de reseñas negativas y comentarios perjudiciales.
- Monitorización de reputación en línea.
- Investigaciones digitales para rastrear el origen de contenidos perjudiciales.

La empresa asegura que toda la información proporcionada por sus clientes se gestiona de manera confidencial y en cumplimiento con leyes de privacidad internacionales, como el Reglamento General de Protección de Datos (GDPR). También colabora en procesos legales ofreciendo evidencia digital sobre fuentes de contenido conflictivo.

## Certificaciones
En los últimos años, World Delete ha obtenido dos certificaciones internacionales:
- En 2024, recibió la certificación ISO 9001:2015, centrada en sistemas de gestión de calidad.

- En abril de 2025, obtuvo la certificación ISO/IEC 27001:2022, enfocada en la gestión de la seguridad de la información.

Ambas certificaciones fueron emitidas por RINA, una entidad internacional de certificación, inspección y ensayos con sede en Italia. Fundada en 1861 en Génova como Registro Italiano Navale, RINA es una de las organizaciones más antiguas de su tipo y miembro fundador desde 1968 de la International Association of Classification Societies (IACS).

## Organización
Desde su adquisición en 2020, World Delete opera como una filial de Maidan Holding LLC. A abril de 2025, cuenta con un equipo de 51 empleados y mantiene oficinas en Florida (Estados Unidos), Dubái (Emiratos Árabes Unidos), Ucrania y España.